# التأثير الإسلامي على أوروبا في العصور الوسطى

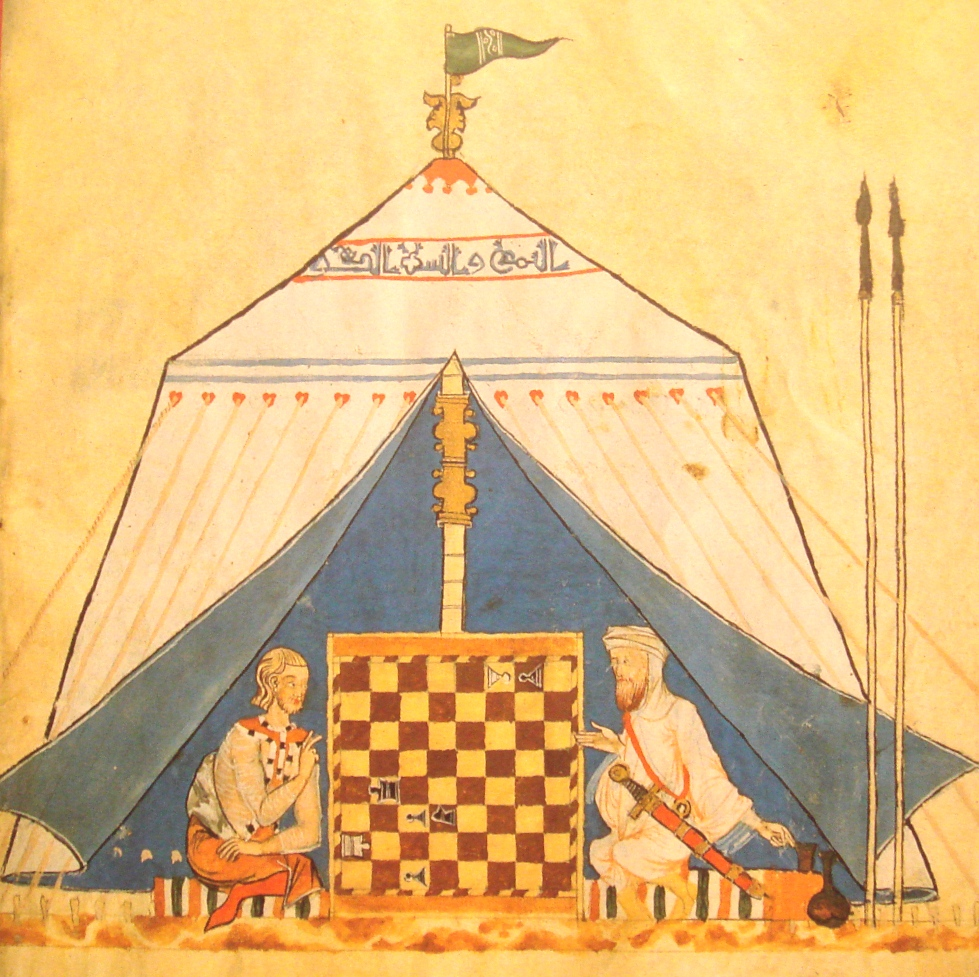
مسلم ومسيحي يلعبان الشطرنج في الأندلس، من كتاب الألعاب لألفونسو العاشر، نحو عام 1285. يعود أصل الشطرنج للهند، ولكنه انتقل إلى أوروبا عن طريق العالم الإسلامي.

كانت مساهمات المسلمين في أوروبا العصور الوسطى متعددة، وأثرت على مجالات مختلفة كالفن والعمارة والطب والصيدلة والزراعة والموسيقى واللغة والتكنولوجيا. من القرن الحادي عشر إلى القرن الثالث عشر، نهلت أوروبا المعرفة من الحضارة الإسلامية، عن طريق نقل الكلاسيكيات وبالأخص أعمال الفيلسوف الأغريقي أرسطو، بعد ترجمتها من العربية.

## طرق نقل المعرفة

كتاب نزهة المشتاق في اختراق الآفاق، الذي كتبه الإدريسي للملك روجر الثاني ملك صقلية عام 1154، والذي يعد أحد أقدم كتب الخرائط.

كانت نقاط التواصل بين أوروبا والممالك الإسلامية عديدة. لذا، فقد انتقلت جوانب من العلوم الإسلامية إلى أوروبا عن طريق صقلية والأندلس، وبالأخص في طليطلة (من خلال ترجمات جيراردو الكريموني بعد أن ضم الإسبان المسيحيون المدينة عام 1085 م). وفي صقلية، بعدما ضم المسلمون الجزيرة عام 965 م، ثم استعادها النورمان عام 1091 م، فتولدت ثقافة نورمانية عربية رعاها حكام أمثال روجر الثاني ملك صقلية، الذي كان لديه جنود وشعراء وعلماء مسلمين في بلاطه. ويعد كتاب نزهة المشتاق في اختراق الآفاق الذي كتبه الإدريسي المراكشي للملك روجر من أعظم مخطوطات جغرافية في العصر الوسطي.
كان للحملات الصليبية أيضًا دورها في تبادل المعرفة بين أوروبا وبلاد الشام، وبالأخص الجمهوريات البحرية التي لعبت دورها في التبادل الثقافي. كما لعبت أنطاكية دورا في المزج بين الثقافتين العربية واللاتينية.
خلال القرنين الحادي عشر والرابع عشر الميلاديين، انتقل الكثير من المسيحيين إلى الأراضي الإسلامية لطلب العلم، أمثال ليوناردو فيبوناتشي وأديلارد أوف باث وقسطنطين الإفريقي وغيرهم من الطلبة الأوروبيين الذين انتقلوا إلى مراكز العلم الإسلامية لدراسة الطب والفلسفة والرياضيات والعلوم الأخرى.

## العلوم القديمة
بعد سقوط الإمبراطورية الرومانية وبداية العصور الوسطى، لم تكن العديد من النصوص القديمة متاحة للأوروبيين. كان الوضع على العكس تمامًا في الشرق، ترجمت العديد من النصوص الإغريقية (كأعمال أرسطو) من اليونانية إلى السريانية في القرنين السادس والسابع على أيدي الرهبان النسطوريين والملكانيين واليعاقبة الذين سكنوا فلسطين، أو المنفيين من أثينا أو الرها. العديد من تلك النصوص حفظت وترجمت وتطورت في العالم الإسلامي، وخاصة في مراكز العلم كبغداد التي كان بها “بيت الحكمة”، الذي ضم الآلاف من المخطوطات بحلول عام 832. تُرجمت تلك النصوص مرة أخرى إلى اللغات الأوروبية في العصور الوسطى. كما لعب المسيحيون الشرقيون دورًا هامًا نقل تلك المعرفة إذ نشطوا في الترجمة من اليونانية إلى السريانية ومن ثم للعربية وخاصًة في عهد الدولة العباسية حيث كان معظم المترجمين في بيت الحكمة من اليعاقبة والنساطرة وعملوا بشكل خاص في حقول الطب والرياضيات والفيزياء والفلك فاعتمد عليهم الخلفاء.
ثم ترجمت تلك النصوص ثانيةً إلى اللاتينية من خلال طرق مختلفة. كانت أهم مراكز نقل العلوم الإسلامية إلى أوروبا في صقلية وطليطلة. كما اكتشف بورغونديو البيزي في أنطاكيا نصوصًا مفقودة لأرسطو وترجمها للغة اللاتينية.

## العلوم الإسلامية
| |  |  |
| يمين: النسخة الأصلية من كتاب الجبر للخوارزمي. يسار: صفحة من ترجمة الكتاب للإنجليزية لفريدريك روزن. |  |  |

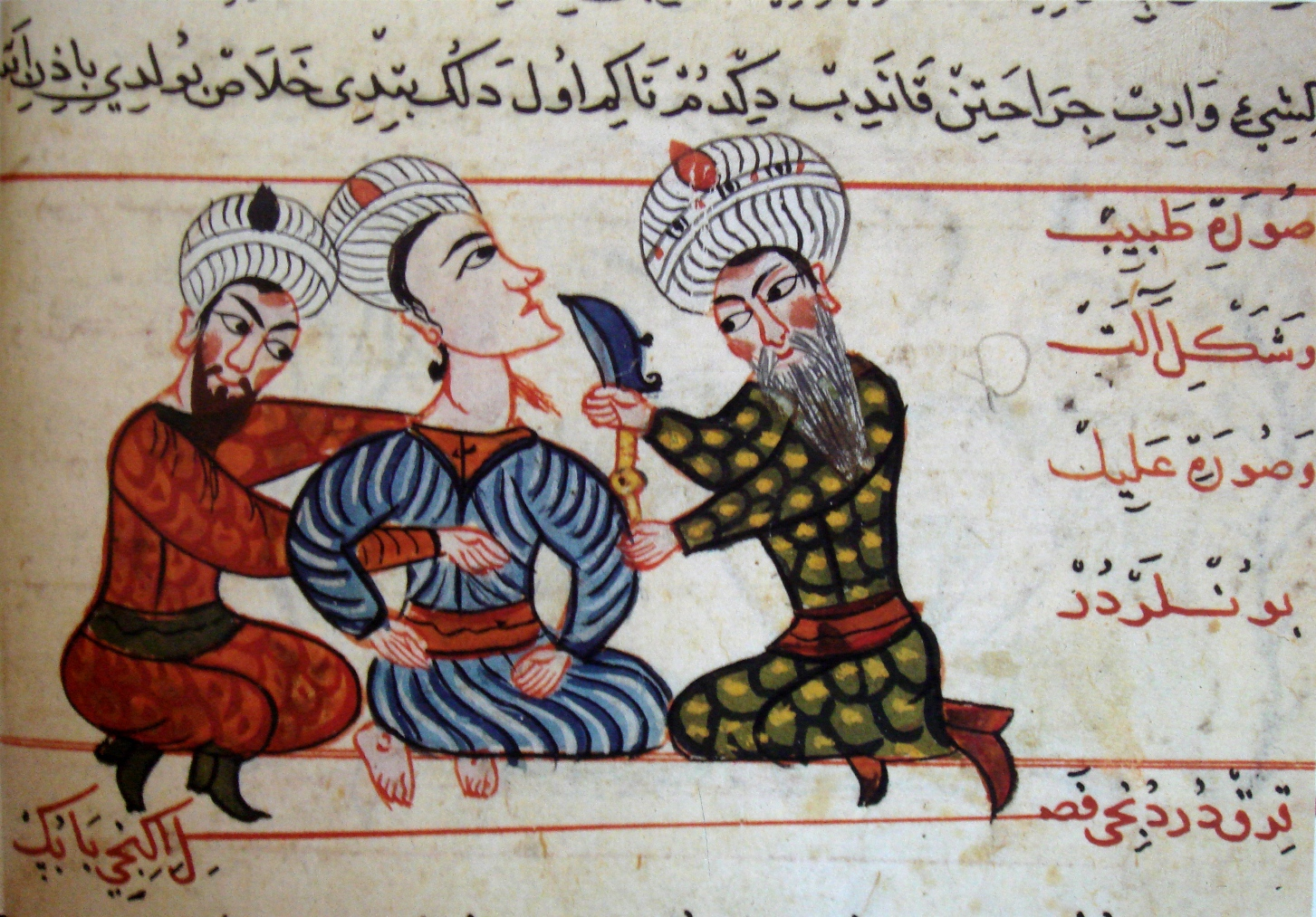
شرح عملية جراحية في مخطوطة تركية من القرن الخامس عشر.

ساهم العالم الإسلامي بمساهمات عظيمة في علوم الجبر والخيمياء والكيمياء والجيولوجيا حساب المثلثات الكروي، وغيرها، ومنه انتقلت إلى الغرب. ترجم ستيفن البيزي عام 1127، كتيبًا عربيًا حول النظرية الطبية إلى اللاتينية.
طوّر الخوارزمي (من اسمه اشتقت كلمة “خوارزمية”) طريقة لأداء العمليات الحسابية باستخدام الأرقام العربية في القرن التاسع، والتي نقلها ليوناردو فيبوناتشي إلى أوروبا. كما ترجم روبرت من شيستر كتاب المختصر في حساب الجبر والمقابلة للخوارزمي نحو عام 1145.
كانت لابن الهيثم مؤلفات في علم البصريات، اعتمد عليها إسحاق نيوتن ورينيه ديكارت كمصادر في أبحاثهم. وكانت أيضًا العلوم الطبية متطورة للغاية عند المسلمين، بشهادة المشاركون في الحملات الصليبية، الذين اعتمدوا على الأطباء العرب في أكثر من مناسبة، كما ذكر جان دي جوانفيل أنه تم إنقاذه على يد طبيب مسلم عام 1250.
اهتم الأوروبيون بالفلسفة الإغريقية والنصوص العلمية (وبالأخص المجسطي) التي لم تكن متواجده باللاتينية في غرب أوروبا، ولكنها حفظت وترجمت إلى العربية في العالم الإسلامي. ويقال أن جيراردو الكريموني رحل إلى طليطلة وتعلم العربية «لحبه للمجسطي»، وهناك استغل «وفرة الكتب بالعربية في كل المواضيع». كانت الأندلس وجنوب إيطاليا أكثر المناطق انتاجًا في نقل العلوم، نظرًا للتقارب بين العلماء متعددي اللغات. ترجم هؤلاء العلماء العديد من النصوص العلمية والفلسفية من العربية إلى اللاتينية. ترجم جيراردو الكريموني وحده 87 كتابًا من العربية للاتينية، منها المجسطي، وكتاب المختصر في حساب الجبر والمقابلة للخوارزمي، وكتاب الهيئة في إصلاح المجسطي لجابر بن أفلح والبصريات للكندي وكتاب جوامع علم النجوم والحركات السماوية للفرغاني وتصنيف العلوم للفارابي وأعمال الخيمياء والكيمياء والطب والصيدلة للرازي وأعمال ثابت بن قرة وحنين بن إسحاق، والزرقالي وبني موسى وشجاع بن أسلم والزهراوي وابن الهيثم (بما فيها كتاب المناظر).

### الكيمياء
اعتمد علم الكيمياء الغربي تمامًا على المصادر العربية. فقد كانت الترجمات اللاتينية لأعمال جابر بن حيان في الخيمياء المرجع الأساسي لعلماء الكيمياء الأوروبيين. إلا أنه ما زال الإسناد الدقيق لهذه الأعمال إلى مؤلفيها مثار بعض الجدل، فبعضها دون شك ترجمات من العربية لأعمال لجابر بن حيان ومنها كتاب الكيمياء (الذي ترجم في أوروبا بعنوان كتاب تراكيب الكيمياء (بالإنجليزية: Book of the Composition of Alchemy)‏)، الذي ترجمه روبرت من شيستر عام 1144، وكتاب الرسائل السبعين الذي ترجمه جيراردو الكريموني (قبل عام 1187). وبغض النظر عن من كتب تلك الكتب، فأنها بلا شك كانت ذات تأثير عظيم على علم الكيمياء في أوروبا العصور الوسطى. كما ترجمت الأعمال الكيميائية للرازي إلى اللاتينية في القرن الثاني عشر تقريبًا.
وترجع أصول العديد من الكلمات التقنية الكيميائية إلى كلمات عربية مثل alkali (قلوي)، والتي انتقلت إلى العديد من اللغات الأوروبية وأصبحت جزءً من المصطلحات العلمية.

### الفلك والرياضيات

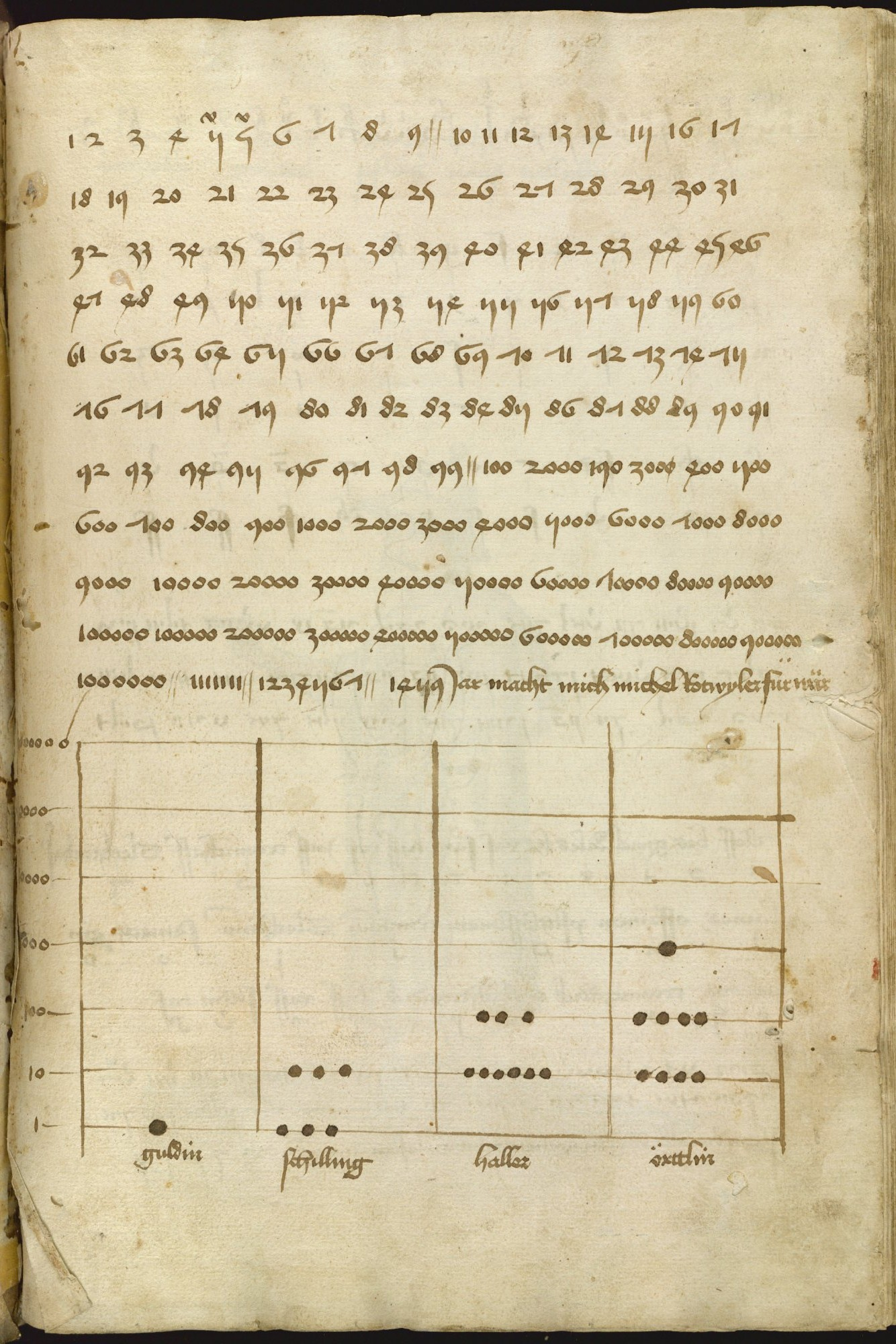
صفحة من مخطوطة ألمانية تعلّم كيفية استخدام الأرقام العربية، ترجع لعام 1459.

كان لترجمة أعمال الخوارزمي أكبر الأثر على علم الرياضيات في أوروبا. كتب الأستاذ الجامعي فيكتور كاتز قائلاً: «معظم الأعمال الأولى في الجبر في أوروبا، اعتمدت في الأساس على الترجمات لأعمال الخوارزمي والعلماء المسلمين الآخرين. كما أنه كان هناك إقرار بأن معظم علمي حساب المثلثات المستوي والكروي ينسبان إلى العلماء المسلمين». كما أن كلمة "algorithm" (خوارزمية)، مشتقة من الترجمة اللاتينية لاسم الخوارزمي "Algorismi"، وأيضًا كلمة "algebra" (جبر) مشتقة من عنوان كتاب المختصر في حساب الجبر والمقابلة، لذا فهما يصنفان ككلمات إنجليزية من أصل عربي. كما ترجمت الأعمال الفلكية والرياضياتية العربية للبتاني والفزاري إلى اللاتينية في القرن الثاني عشر.

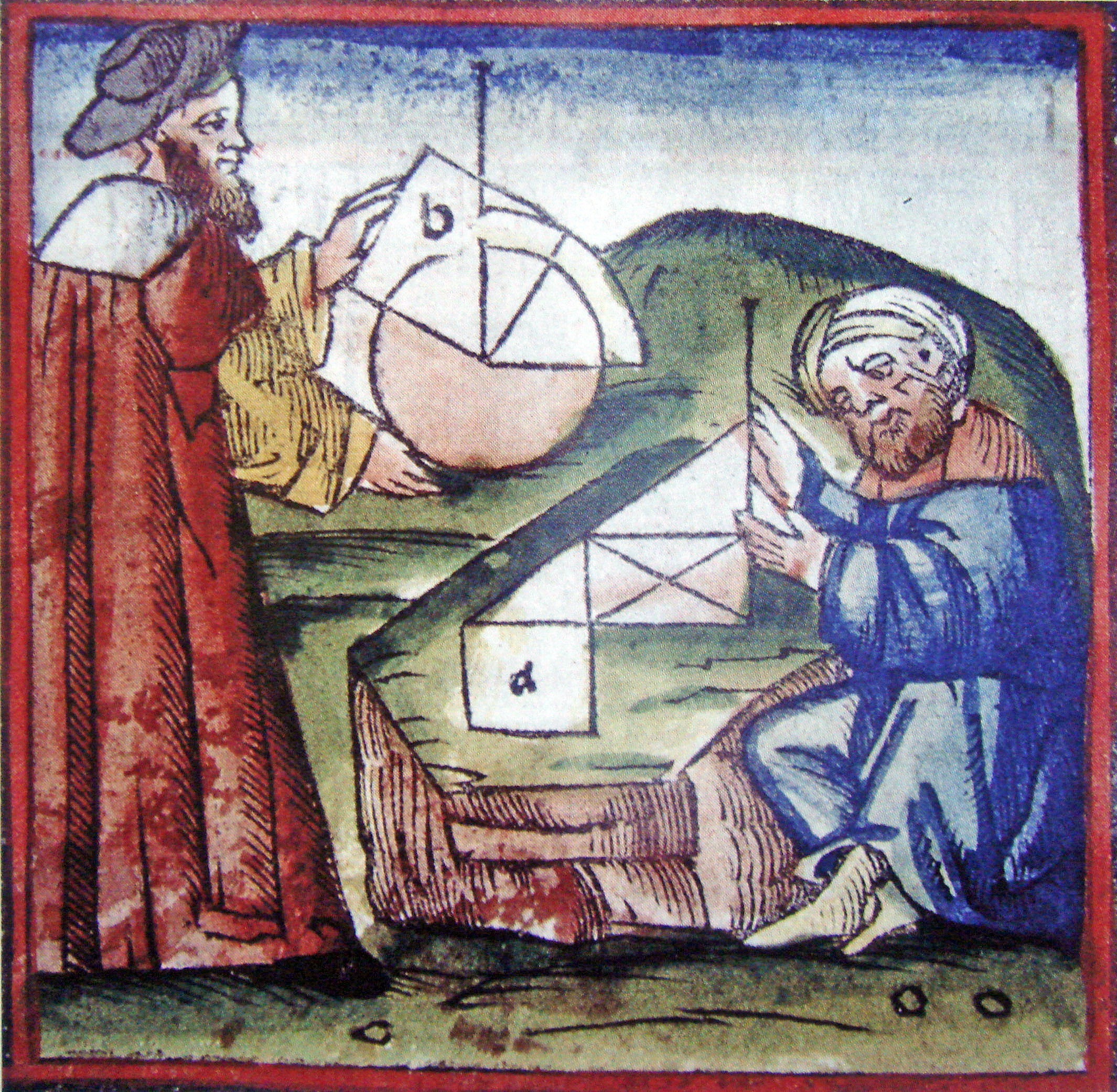
مخطوطة من القرن الخامس عشر، ترسم عربي وغربي يتدارسان الهندسة سويًا.

ترجم أيضًا كتاب الزيج السانجاري للخازني إلى اليونانية على يد غريغوري شونيادس في القرن الثالث عشر، وكان يدرّس في الإمبراطورية البيزنطية. قادت التعديلات الفلكية التي أدخلها البتاني وابن رشد على نموذج مركز الأرض إلى النماذج غير البطلمية التي صنعها مؤيد الدين أوردي ونصير الدين الطوسي وابن الشاطر، والتي طوّرت بعد ذلك إلى نموذج كوبرنيكوس. كما ترجمت كتب تحقيق ما للهند من مقولة مقبولة في العقل أو مرذولة والقانون المسعودي للبيروني إلى اللاتينية تحت اسم Indica وCanon Mas’udicus على الترتيب. وفي عام 1202، نقل ليوناردو فيبوناتشي نظام العد الهندي العربي بالأرقام العربية إلى أوروبا في كتابه Liber Abaci.
كان لكتاب «القسي المجهولة في الكرة» لابن معاذ الجياني (وهو مخطوط في علم حساب المثاثات الكروي) أثره البالغ على علم الرياضيات في أوروبا، وقد ذكر جيرولامو كاردانو في القرن السادس عشر، أن ريجيمونتانوس اعتمد في كتابه On Triangles على المراجع العربية، وبالأخص أعمال جابر بن أفلح. كما كانت أعمال فولبرت من شارتر، أقدم الدلائل على استخدام كلمات عربية مستعارة في النصوص اللاتينية

### الطب

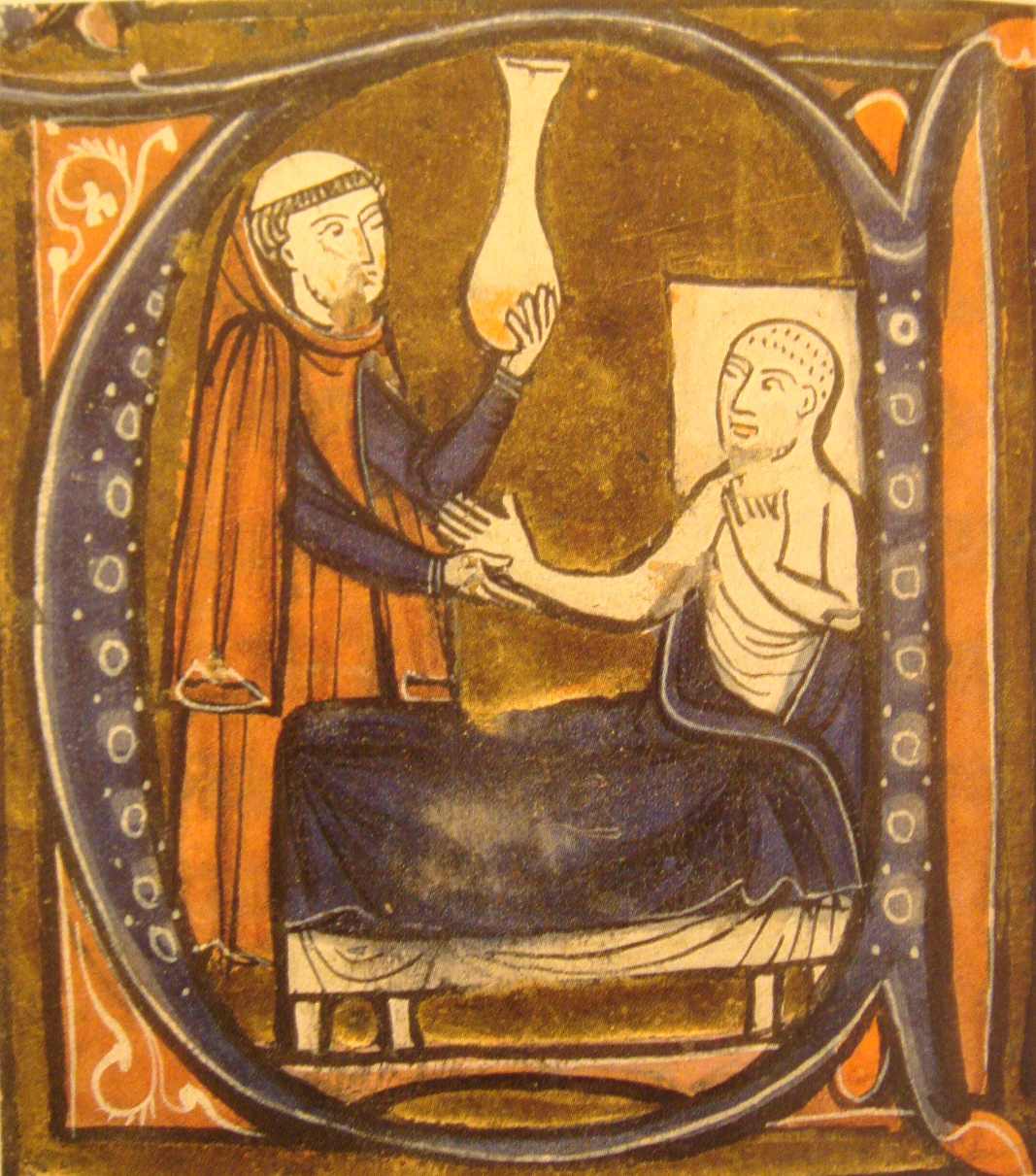
تصور أوروبي للطبيب أبو بكر الرازي، في أحد ترجمات جيراردو الكريموني، الذي ترجم العديد من أعمال العلماء المسلمين كالرازي وابن سينا.

كانت ترجمة كتاب القانون في الطب لابن سينا أحد أعظم أعمال الترجمة لكتب طبية، والذي ترجم إلى اللاتينية، ثم طبع وانتشر في أوروبا. ظل هذا الكتاب المرجع الأساسي في الطب في أوروبا، حتى بداية العصر الحديث، وخلال القرنين الخامس عشر والسادس عشر وحدهما، طبع الكتاب أكثر من 35 مرة. لاحظ ابن سينا ظاهرة نقل العدوى لبعض الأمراض المعدية التي تنتقل عبر الهواء من قبل شخص مريض، وشرح كيفية اختبار بعض الأمراض الجديدة حينها. وقد كتب ابن سينا أيضًا كتاب الشفاء، والذي كان بمثابة موسوعة عامة في العلوم والفلسفة، وقد حظي هذا الكتاب أيضًا بشعبية في أوروبا. كتب أبو بكر الرازي كتاب الحاوي في الطب، والذي وصف فيه بعناية بل وميّز بين مرضي الحصبة والجدري، وقد كان لهذا الكتاب أيضًا أثره في أوروبا. كما كتب الزهراوي كتاب التصريف لمن عجز عن التأليف، وهو موسوعة طبية اشتهرت بسبب قسم الجراحة بها. تضمن هذا الكتاب وصف ورسوم لأكثر من مائتي جهاز جراحي، العديد منها من اختراع الزهراوي نفسه. وقد ترجم جيراردو الكريموني جزء الجراحة في الكتاب إلى اللاتينية، واستخدم من حينها في كليات الطب الأوروبية لقرون، وظلوا يصدرون منه الطبعات حتى نحو عام 1770.

### الفيزياء
كان كتاب المناظر لابن الهيثم من أهم الأعمال الفيزيائية التي ترجمت، لما كان لهذا الكتاب من أقدمية في إجراء التجارب المبنية على منهج علمي، وفيه وضع نظرية في الرؤية والضوء فنّدت نظرية كلاوديوس بطليموس (تفترض نظرية بطليموس بأن الضوء ينبعث من العين، بينما أصر ابن الهيثم بأن أشعة الضوء هي التي تدخل العين)، والتي تعد أهم حدث علمي في هذا المجال حتى عصر يوهانس كيبلر. لذا، فيعد كتاب المناظر نقطة انطلاق مهمة في تاريخ المنهج العلمي وتاريخ علم البصريات. أثرت الترجمات اللاتينية لكتاب المناظر في الكثير من أعمال العلماء الأوروبيين اللاحقين، ومنهم روجر باكون ويوهانس كيبلر. كما أثر الكتاب في جوانب أخرى في الثقافة الأوروبية. ففي الدين، على سبيل المثال، فقد أشار جون ويكليف الرائد في الفكر الإصلاحي البروتستانتي إلى ابن الهيثم في مناقشة السبع خطايا المميتة عندما شبهها بالتشوهات التي ترى في أنواع المرايا السبع في كتاب De aspectibus. وفي الأدب، أشاد جيوم دي لوريه بكتاب المناظر في روايته Roman de la Rose. وفي الفن، وضع كتاب المناظر أسس تقنيات الرسم المنظوري، وربما أثر في استخدام العوامل المساعدة البصرية في فن عصر النهضة. استخدمت نفس التقنيات في الخرائط الجغرافية التي رسمها رسامي الخرائط أمثال باولو توسكانيللي خلال عصر الاستكشاف.
ربما أثرت نظرية الحركة التي طورها ابن سينا من الفيزياء الأرسطية نظرية قوة الدفع لجان بوريدان (التي سبقت مفاهيم العطالة وزخم الحركة). أيضًا أعمال جاليليو جاليلي في الميكانيكا الكلاسيكية (والتي أبطلت الفيزياء الأرسطية) تأثرت بكتابات الفيزيائيين المسلمين كابن باجة.

### أعمال أخرى
ترجمت أعمال إسلامية أخرى إلى اللاتينية خلال العصور الوسطى ومنها أعمال أبو بكر الرازي وابن سينا (ومنها كتاب الشفاء والقانون في الطب)،
وأعمال ابن رشد وكتاب حركة الكواكب للبطروجي وموسوعة ابن المجوسي الطبية كامل الصناعة الطبية الضرورية وكتاب المدخل الكبير إلى علم أحكام النجوم لأبي معشر البلخي وكتاب الوصايا بالجبر والمقابلة لأبي كامل شجاع بن أسلم وكتاب خصائص العناصر (باللاتينية: De Proprietatibus Elementorum) وهو عمل جيولوجي عربي نسب عن طريق الخطأ إلى الفيلسوف الإغريقي أرسطو. ومع بداية القرن الثالث عشر، ترجم مارك الطليطلي القرآن والعديد من الأعمال الطبية.

## التقنيات الإسلامية

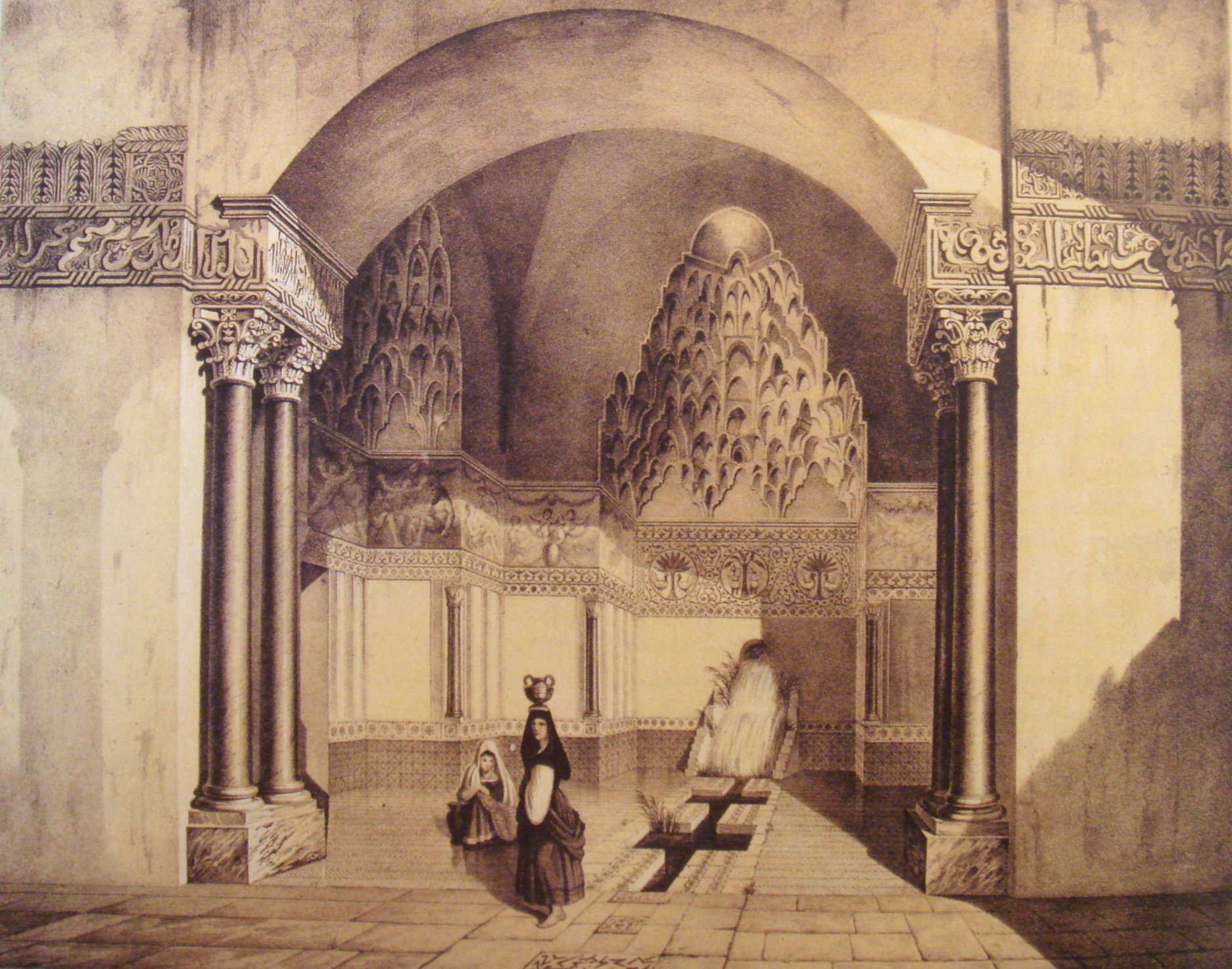
رسم من القرن التاسع عشر لقلعة زيسا في باليرمو، يظهر فيه التمازج بين الفن والعمارة النورمانية العربية والتي تزدان بالفن الإسلامي والخط العربي.

عرفت أوروبا عددًا من التقانات الزراعية الجديدة لبعض الفواكه والخضروات في العصور الوسطى على أيدي المسلمين، بعضها منقول من الصين والهند، ومنها الخرشوف والسبانخ والباذنجان.
كما نقل المسلمون تقانات جديدة في الملابس والمواد كالنسيج الموصلي والتفتة والساتان.

### الفنون
كان فن الزخرفة الإسلامي من الواردات ذات القيمة العالية إلى أوروبا طوال العصور الوسطى. في الفترة الأولى، كانت المنسوجات ذات أهمية خاصة، وتستخدم لأثواب الكنيسة والأغطية الواقية والستائر وملابس النخبة. كما كان الفخار الإسلامي عالي الجودة يلقى رواجًا بين الأوروبيين، نظرًا لزخارفه ومشاهد الصيد الصغيرة المنقوشة عليه وما شابه ذلك. ولأنها لم تكن مفهومة النقوش حينئذ، فلم تكن تلك الأشياء تسيء إلى مشاعر المسيحيين. وكان فن العصور الوسطى في صقلية مثار اهتمام، نظرًا لنمطه الذي يخلط بين الثقافات النورمانية والعربية والبيزنطية في مجالات كالفسيفساء والتطعيمات المعدنية والنحت والأعمال البرونزية.

### الكتابة: محاكاة الغرب للخطوط العربية

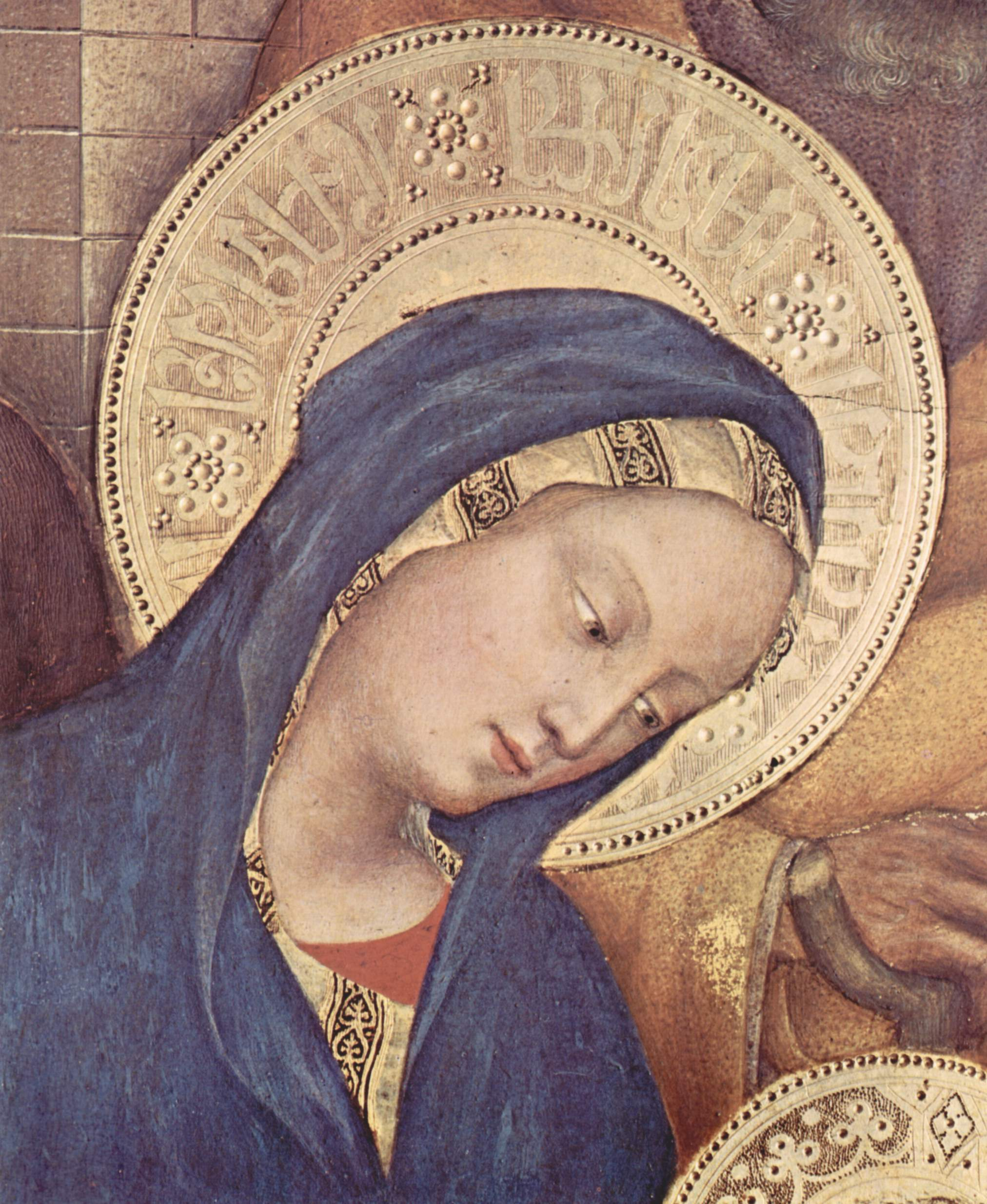
زخارف بالنمط شبيه الكوفي في الهالة التي تحيط برسم مريم العذراء، يرجع إلى عام 1423.

اعتاد الغرب في العصور الوسطى وعصر النهضة محاكاة الزخارف بالخط الكوفي العربي لإنتاج ما عرف باسم شبيه الكوفي: «كان يوصف الفن الأوروبي الذي يقلد نظيره العربي بشبيه الكوفي. نقل هذا الفن عن الخط العربي خطوطه المستقيمة والمائلة، والتي كانت شائعة الاستخدام في الزخارف المعمارية الإسلامية». انتشر هذا الفن الأوروبي في الفترة من القرن العاشر حتى القرن الخامس عشر، بل وكان ينسخ عادة على حالته دون فهم ما يعنيه النص، لزخرفة المنسوجات أو الإطارات أو الهالات الدينية. ويظهر استخدام هذا النمط من الزخارف بجلاء في رسوم جوتو دي بوندوني. السبب الحقيقي وراء استخدام زخارف النمط شبيه الكوفي في لوحات عصر النهضة غير معروف. لكن يبدو أن الغربيين نقلوا زخارف القرنين الثالث عشر والرابع عشر عن طريق الخطأ ظنًا منهم أنها الزخارف التي كانت شائعة في زمن المسيح: «في فن عصر النهضة، استخدم نمط الزخارف شبيهة الكوفية لتزيين ملابس أبطال العهد القديم كديفيد». هناك سبب آخر محتمل، وهو أن الفنان كان يأمل في التعبير عن عالمية ثقافة الإيمان المسيحي، عن طريق مزج عدد من اللغات المكتوبة، في الوقت الذي كان فيه للكنيسة طموحات دولية قوية.

### السجاد الإسلامي

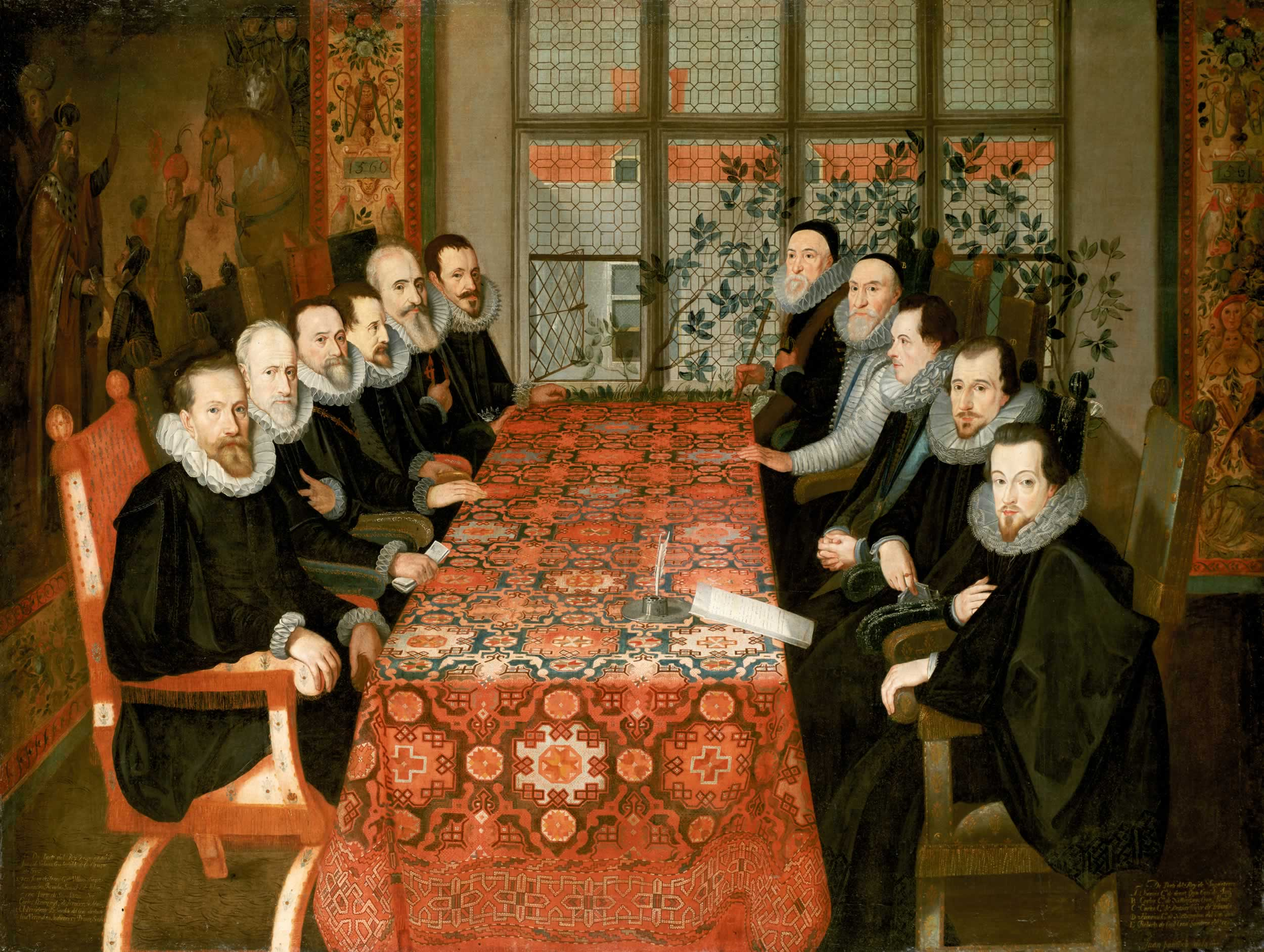
لوحة لفنان غير معروف تظهر دبلوماسيين إنجليز وإسبان يتباحثون على طاولة مغطاة بسجادة شرقية، ترجع لعام 1604.

كان السجاد الإسلامي القادم من الشرق الأوسط، سواءً من الدولة العثمانية أو بلاد الشام أو مصر المملوكية، أحد مظاهر الثراء والترف في أوروبا، وهو ما يتضح من تكرار استخدامه كملمح زخرفي مهم في لوحات القرن الثالث عشر، وحتى عصر الباروخات. قدّم هذا السجاد والنمط شبيه الكوفي أمثلة رائعة لاستخدام العناصر الشرقية في اللوحات الأوروبية، وخاصةً تلك التي تصور الموضوعات الدينية.

### الموسيقى
تأثرت عددًا من الآلات الموسيقية المستخدمة في الموسيقى الأوروبية بالآت الموسيقى العربية، فتأثر الكمان بالربابة والجيتاربالقيثارة، وبعض الالآت النفخية بالزمر والزرنة.

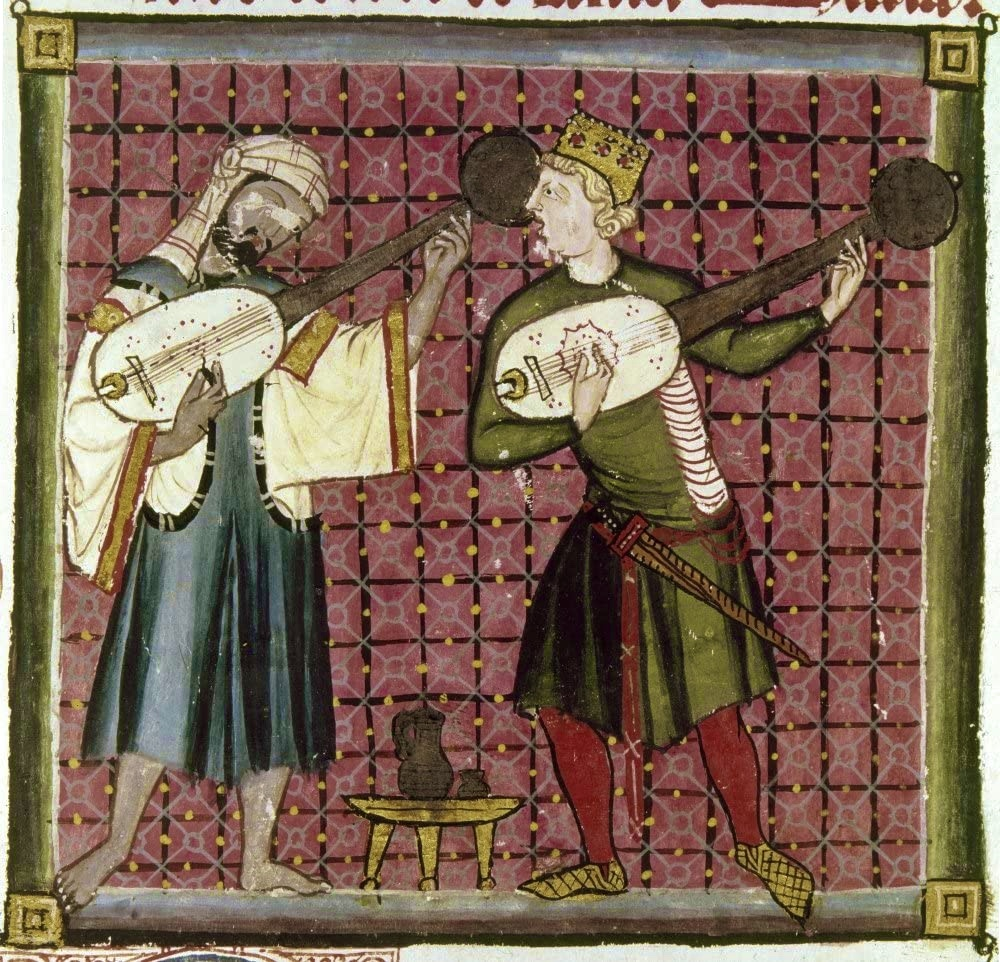
منمنة يظهر بها مسلم ومسيحي يلعبان بالعود، تعود لعصر الملك ألفونسو العاشر.

هناك العديد من النظريات حول أصل تقليد الشاعر المتجول، أكثرها شيوعًا أنه تقليد عربي الأصل. كان الشاعر المتجول الأول ويليام الآكيتيني، والذي ما زالت أعماله باقية، على اتصال بالعالم الإسلامي من خلال الحملة الصليبية في سنة 1101 ومعارك استرداد الأندلس. وفي دراسة له، قال بروفنسال أنه وجد أربع قصائد عربية-هسبانية تشابه إلى حد كبير وربما منقولة بأكملها في مخطوطة لويليام. ووفقًا لمصادر تاريخية، فقد أحضر ويليام الثامن، دوق آكيتين والد ويليام التاسع إلى بواتييه المئات من الأسرى المسلمين.
لم يكن رامون مننديث بيدال في بداية القرن العشرين أول من يدافع عن الفرضية التي تقول أن ويليام ابتدأ تقليد الشاعر المتجول، بعد تعرّفه على الفنون المغاربية عندما كان يقاتل في حروب الاسترداد في إسبانيا، وإنما ترجع أصول تلك الفرضية إلى غيامارا باربيري في القرن السادس عشر.
النظرية المعتمدة حول أصول نوتة الصولفيج الموسيقية الغربية هي أنها نشأت في إيطاليا في القرن الحادي عشر، ولكن بعض العلماء يؤكدون أن مقاطع الصولفيج (دو، ري، مي، فا، سول، لا، تي) مشتقة من نظام المقاطع العربي درر مفصّلات (دو، رر، م، فا، صا، لا، ت). كان مينينسكي أول من اقترح أصل تلك النظرية في كتابه Thesaurus Linguarum Orientalum عام 1680، ومن ثم من قبل لابورد في كتابه Essai sur la Musique Ancienne et Moderne عام 1780، إلا أنه ليس هناك وثيقة تثبت صحة تلك النظرية.

### التقنية

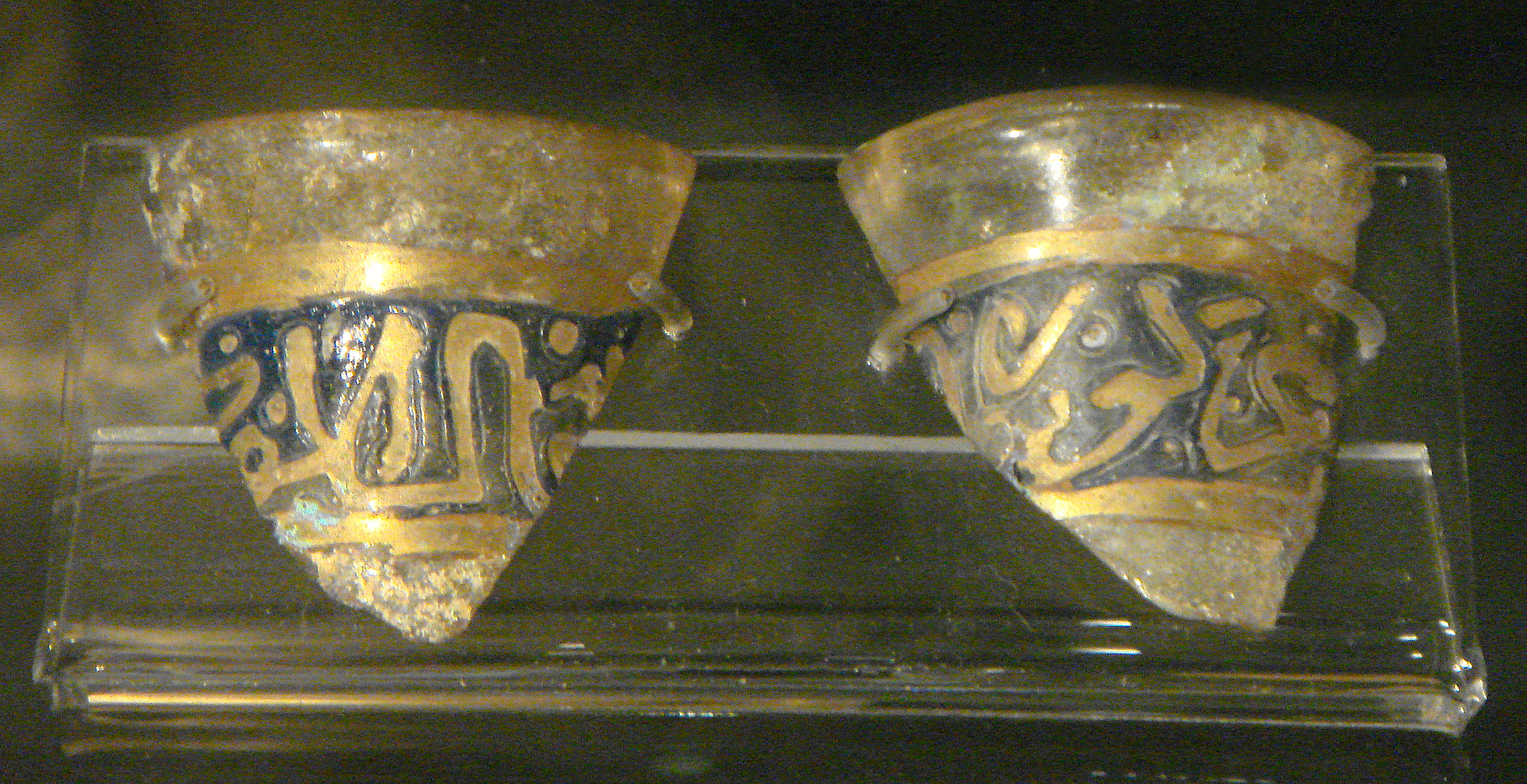
قطع زجاجية منقوشة سورية أو مصرية، محفوظة في متحف لندن.

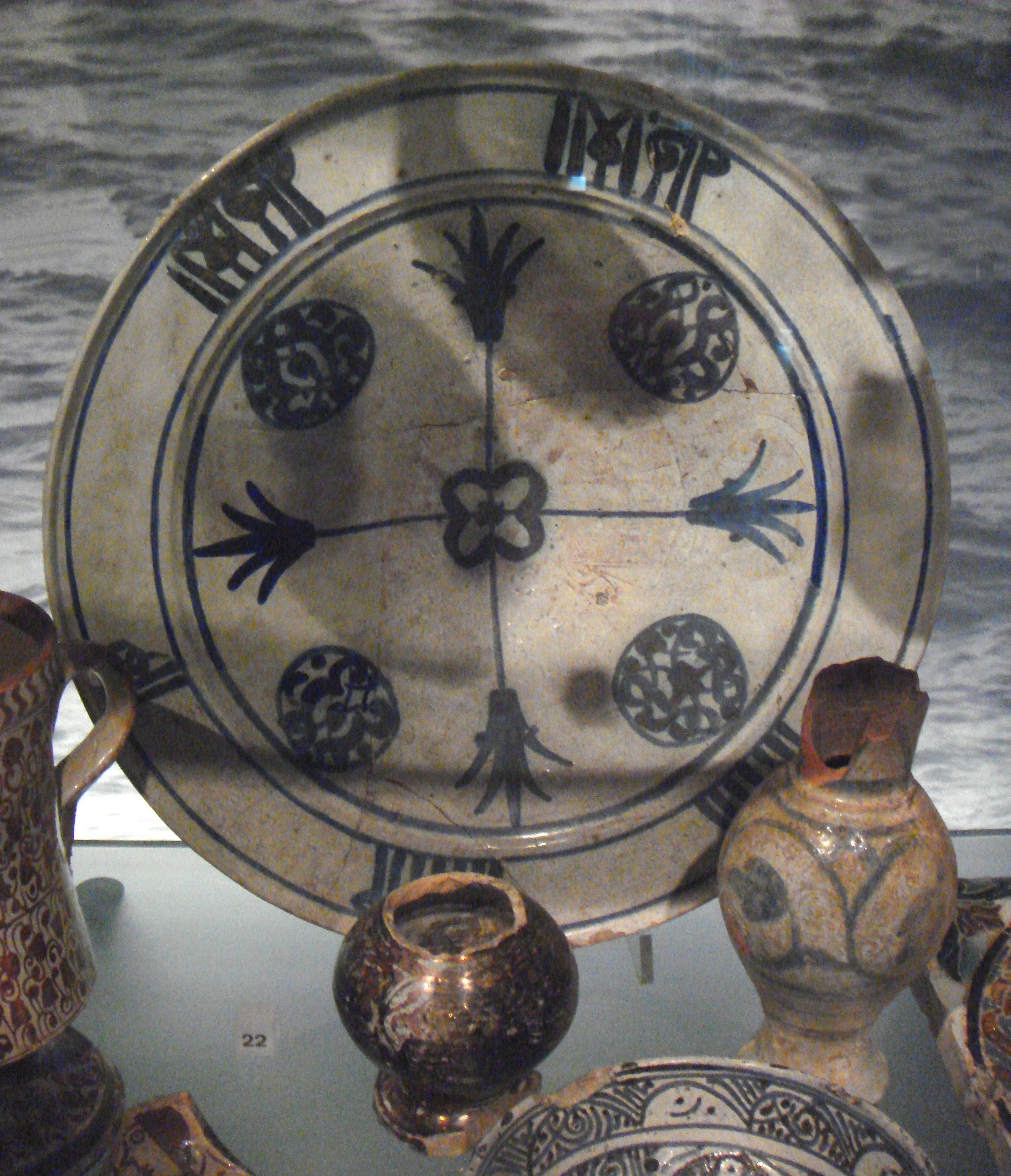
صحن أندلسي به خطوط من النمط شبيه الكوفي على حوافه، يرجع لبايات القرن السادس عشر، محفوظ في متحف لندن.

انتقلت عدد من التقنيات المستخدمة في العالم الإسلامي إلى أوروبا في العصور الوسطى، ومنها تقنيات زراعة عدد من المحاصيل، إضافة إلى عدد من الأجهزة الفلكية منها الإسطرلاب الإغريقي الذي طوره الفلكيون العرب ليستخدم في أي خط عرض جغرافي، والصفيحة الزيجية وهو إسطرلاب اخترعه الزرقالي، وآلة السدس، وعدد من الأجهزة الجراحية إضافة إلى المسننات المتقدمة التي استخدمت في الساعات المائية والالآت ذاتية التشغيل. ورغم أن التقطير كان شائعًا في عصر الإغريق والرومان، إلا أنه أعيد اكتشافه مرة أخرى في أوروبا العصور الوسطى نقلاً عن العرب، حتى أن كلمة "alcohol" (التي تستخدم لوصف السائل الناتج عن التقطير) مشتقة من كلمة «الكحول» العربية. وكذلك كلمة "alembic" (من الكلمة اليونانية "Ambix") هي في الأصل كلمة عربية (الأنبيق). كما كان للنماذج الإسلامية من الساعات المائية المعقدة والالآت ذاتية التشغيل تأثيرها القوي على الحرفيين الأوروبيين الذين صنعوا أولى الساعات الميكانيكية في القرن الثالث عشر. وفي المجمل، يمكن القول بأن انتقال التقنية القديمة والحديثة من الشرق الأوسط إلى أوروبا عصر النهضة، مثّل أحد أكبر عمليات انتقال التقنية في التاريخ العالمي.

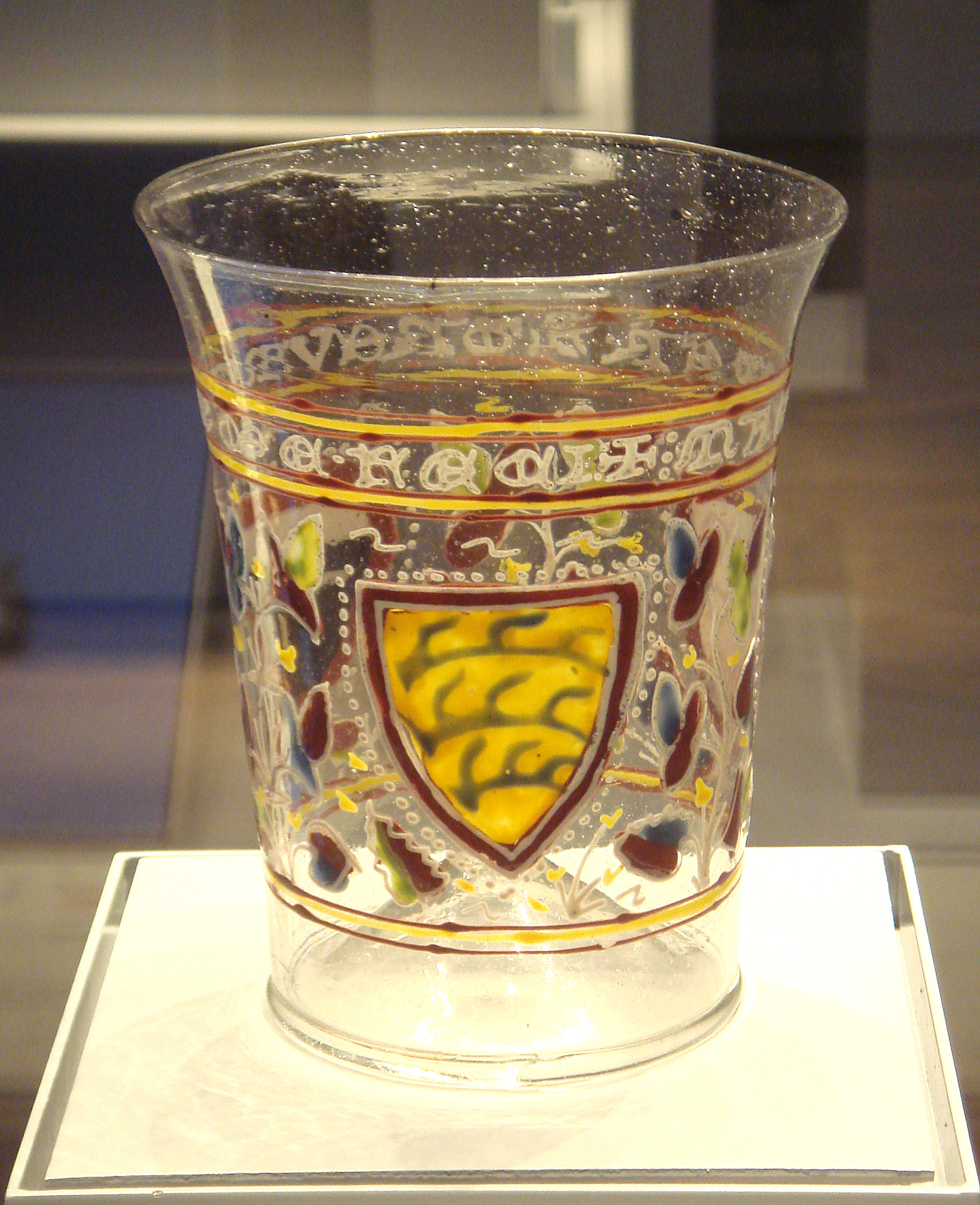
دورق ألدروفانديني، وهو دورق من الزجاج البندقي مزخرف بالمينا، استمد تقنيته ونمطه من الفن الإسلامي، يرجع لحوالي عام 1330.

وفي عام 1974، أصدر المؤرخ أندرو واطسون بحثًا خلُص فيه إلى أنه كانت هناك ثورة زراعية عربية بين عامي 700-100، أدت إلى انتشار العديد من المحاصيل والتقنيات الزراعية من الأندلس إلى أوروبا العصور الوسطى، والتي كانت زراعتها تنحصر في زراعة القمح الذي انتقل إليها من وسط آسيا في زمن سابق. وعدّ واطسون ثمانية عشر نوعًا منها الذرة الرفيعة من أفريقيا، والفواكه الحمضية من الصين، إضافة إلى عدد من المحاصيل من الهند كالمانجو والأرز والقطن وقصب السكر، والتي كانت منتشرة في العالم الإسلامي. وأضاف واطسون أن انتقال تلك المحاصيل مع التطور في ميكنة الزراعة، أدى إلى قفزات في الاقتصاد والانتشار السكاني والنباتي والإنتاج الزراعي والدخل ومستويات المعيشة والنمو الحضري والصناعات المرتبطة بالزراعة وفنون الطهي والملابس. كما تطورت صناعة الحرير، وزُرع الكتان وجمعت الحلفاء من البرية وتم تحويلها إلى مواد مختلفة.
إلا أن مايكل ديكر، عارض بل وتحدى بعض فرضيات واطسون، بالأخص حول ما إذا كانت تلك المحاصيل قد عرفت طريقها إلى أوروبا في تلك الفترة أم لا. استخدم ديكر أدلة أدبية وأثرية لإثبات أن أربعة من المحاصيل المذكورة سالفًا (القمح والأرز الآسيوي والذرة الرفيعة والقطن)، كانت شائعة لقرون قبل العصر الإسلامي، كما أن المحاصيل الزراعية الجديدة لم تكن بتلك الأهمية التي وصفها واطسون. كما قال ديكر بأن الممارسات الزراعية الإسلامية في مجالات مثل الري كانت تطورًا مثيرًا في العالم القديم، لكن ليس لدرجة وصفه بالثورة كما وصفه واطسون.
انتقلت صناعة السكر من قصب السكر والساعات المائية ولب الخشب والورق والحرير وتطورات صناعة العطور من العالم الإسلامي إلى أوروبا العصور الوسطى. ويعتقد أن التطورات التي حدثت في تقنيات الطواحين قد انتقل أيضًا من العالم الإسلامي إلى أوروبا العصور الوسطى، بالإضافة إلى انتشار استخدام الاختراعات الإسلامية كمضخات الشفط والنواعير والمضخات المتسلسلة لأغراض الري. ويقول واطسون، «كانت مساهمات المسلمين أقل في جانب اختراع الأجهزة الجديدة، عنه في جانب نشر التطبيقات القديم التي كانت تستخدم في فترة ما قبل الإسلام في مناطق محدودة وعلى نطاق محدود.» كما مكّنت الابتكارات الإسلامية أوروبا العصور الوسطى من تحويل بعض العمليات الصناعية من الاعتماد على العمل اليدوي أو قوة الحيوانات إلى الميكنة.

## سك العملة

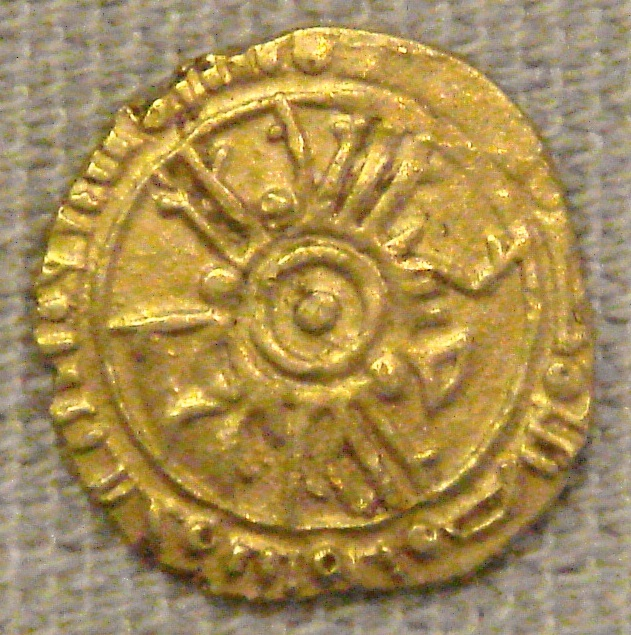
عملة تاري ذهبية ذات نقوش عربية ضربت في باليرمو في عصر الملك روجر الثاني ملك صقلية، ومعروضة في المتحف البريطاني.

رغم أن العملات المعدنية الأولى ضربت في روما القديمة وانتشرت في أنحاء أوروبا، إلا أن العملات المعدنية الإسلامية كان لها تأثيرها على سك العملة في أوروبا العصور الوسطى. في القرن الثامن الميلادي، أمر الملك الإنجليزي أوفا ملك مرسيا بضرب عملته التي كانت تشبه إلى حد كبير دينار الخليفة العباسي أبو جعفر المنصور الذي ضرب عام 774.

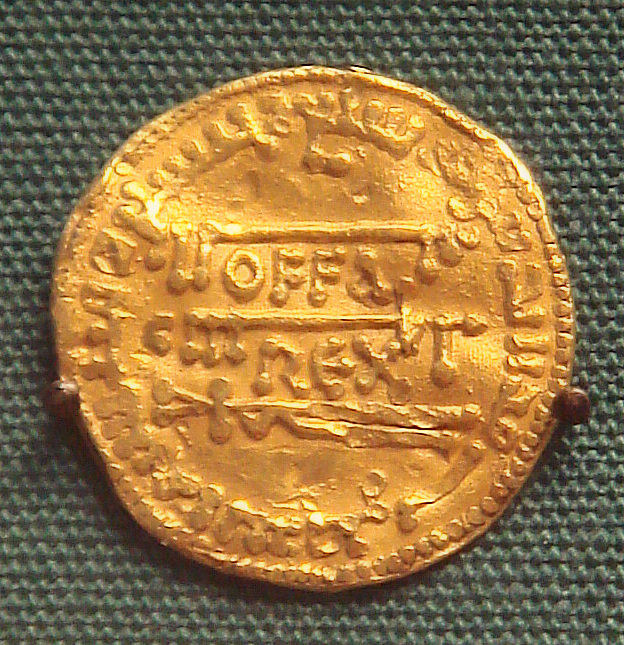
عملة الملك الإنجليزي أوفا التي قلّد فيها الدنانير العباسية عام 774. وعليها كتابة لاتينية بارزة "OFFA REX" إضافة إلى كتابة عربية غير مفهومة. وهو من محفوظات المتحف البريطاني.

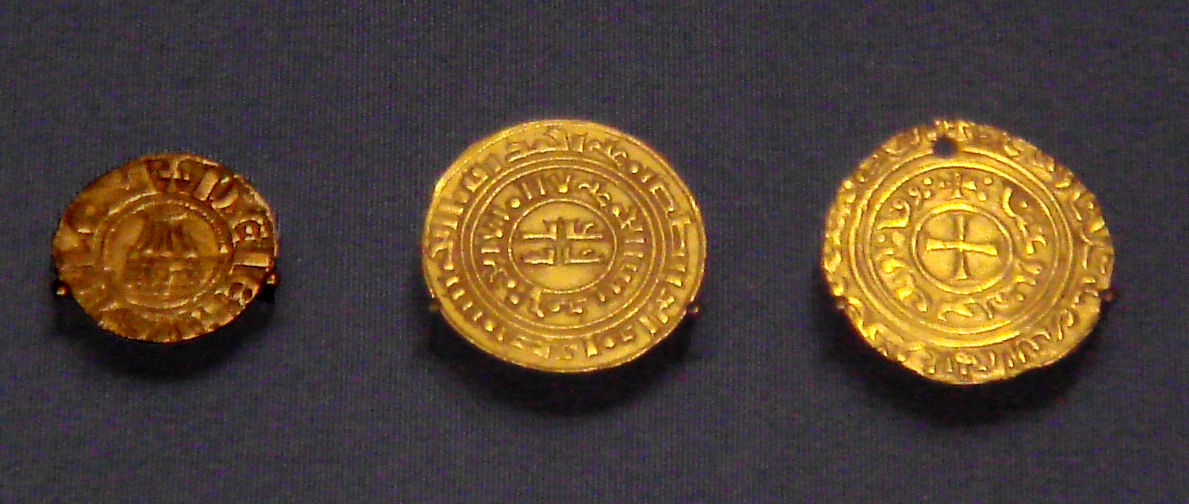
عملات مملكة بيت المقدس. يسار: دينار أوروبي النمط عليه صورة لكنيسة القيامة. الوسط: أحد عملات مملكة بيت المقدس الأولى الذهبية وهو نسخة من الدنانير الإسلامية. يمين: عملة ذهبية تعود لفترة بعد عام 1250، وهي ذات رموز مسيحية تفيد التبعية للبابوية.

منذ نحو عام 913 في صقلية ومالطا وجنوب إيطاليا، ضربت عملات تاري ذهبية ذات أصل إسلامي بأعداد كبيرة على أيدي الحكام النورمان وأسرة هوهنشتاوفن والكابيتيون الأوائل. وعندما غزا النورمان صقلية في القرن الثاني عشر، أصدروا عملات تحمل نقوشًا عربية ولاتينية. انتشرت تلك العملات على نطاق واسع حتى أنها انتشر منها عملات مزيفة في جنوب إيطاليا (أمالفي وساليرنو) بها نقوش شبه كوفية بالعربية لكنها غير مقروءة.
وتقول جانيت أبو لغد:
كانت العملات الذهبية المسكوكة في بيزنطة ثم في مصر هي المفضلة في الصفقات الدولية قبل القرن الثالث عشر، في أوروبا وكذلك في الشرق الأوسط وحتى في الهند. حتى ذاك الوقت، لم تكن بعض المدن الإيطالية مثل فلورنسا وجنوة قد بدأت في سك العملات الذهبية الخاصة بها، إلا أن تلك العملات كانت تستخدم كتكملة لعملات الشرق الأوسط التي كانت منتشرة حينئذ بالفعل.

## الأدب
في عام 1919، اقترح أسين بلاثيوس أن دانتي أليغييري في ملحمة الكوميديا الإلهية، والتي تعتبر الملحمة الأكبر في الأدب الإيطالي، استوحى في العديد من مشاهدها وحلقاتها من النظرة الإسلامية لأحداث نهاية العالم سواءً بصورة مباشرة أو غير مباشرة من الأحاديث النبوية حول أحداث يوم القيامة وكتابات ابن عربي. كان كتاب المعراج للقشيري الذي يصف فيه رحلة الإسراء والمعراج، قد ترجم إلى اللاتينية عام 1264 أو قبل ذلك بفترة وجيزة. كما كان دانتي على اطلاع على أعمال الفلسفة الإسلامية وخاصة أعمال ابن سينا وابن رشد. لا يزال مدى قوة أوجه التشابه بين كتاب المعراج للقشيري والكوميديا الإلهية لدانتي مثار جدل علمي. وقد وصف فرانشيسكو غابريللي هذا التشابه بأنه «على الأقل ممكن، إن لم يكن من مرجحًا» أن دانتي قد اقتبس بعض الصور والمفاهيم من النظرة الإسلامية ليوم القيامة.

## الفلسفة
في الأندلس، ترجمت أعمال الفلسفة الإسلامية القديمة إلى العبرية واللاتينية والإسبانية اليهودية، مما ساهم في تطور الفلسفة الأوروبية الحديثة.

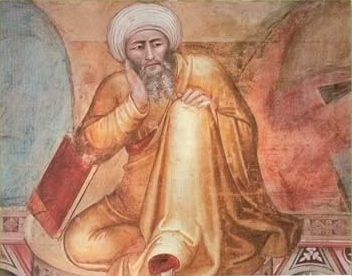
أثر ابن رشد مؤسس مدرسة ابن رشد الفلسفية في النهضة العلمانية في أوروبا الغربية.

أسس ابن سينا مدرسة في الفلسفة، أثرت في العالمين الإسلامي والمسيحي على حدٍ سواء. كان ابن سينا من المعلقين المهمين على أعمال أرسطو، معدلاً فيها في بعض الجوانب بأفكاره الخاصة، وبالأخص في المنطق. ترجع أهمية مدرسة ابن سينا الفلسفية في تفسيرها لمعتقدات ابن سينا في مسائل مثل طبيعة الروح والاختلاف بين الوجود والجوهر، إضافة إلى مناظراته وانتقاداته لبعض أعمال أرسطو، لذا حظي بمعارضة من أتباع المدرسية الأوروبية. كان لابن رشد أيضًا مرسة فلسفية، جعلته أحد أكثر الفلاسفة المسلمين تأثيرًا في الغرب. اختلف ابن رشد مع ابن سينا حول تعليقات ابن سينا على أعمال أرسطو في بعض الجوانب مثل وحدة الفكر، وظل تعليق ابن رشد حول تلك المسألة هو السائد في أوروبا خلال العصور الوسطى. وقد أتفق دانتي أليغييري مع الرؤية الرشدية لنظرية علمانية الدولة في كتابه De Monarchia. كما وضع ابن رشد أيضًا مفهوم «الوجود يسبق الجوهر».
كان لأبي حامد الغزالي أيضًا تأثيره الهام في فلاسفة العصور الوسطى المسيحيين والمفكرين اليهود أمثال موسى بن ميمون. تقول الباحثة مارغريت سميث، «ليس هناك شك أن أعمال الغزالي كانت تجذب للغاية اهتمام هؤلاء العلماء الأوروبيين» و«أكثر هؤلاء الكتاب المسيحين الذين تأثروا بالغزالي، كان توما الأكويني (1225–1274)، الذي درس أعمال العلماء المسلمين ويدين بالفضل لهم، حيث درس في جامعة نابولي التي كان تأثير الأدب والثقافة الإسلاميين سائدًا فيها في ذلك الوقت.»

## الكلمات
كان لنقل الغرب للتقنيات والمواد من العالم الإسلامي انعكاسه على العديد من الكلمات التي أصبحت شائعة، إلا أنها في الأصل كلمات عربية، ومنها:
- "Admiral" (أدميرال) ← أمير البحر.
- "Alchemy" (خيمياء) / "Chemistry" (كيمياء) ← الكيمياء.
- "Algebra" (جبر) ← الجبر.
- "Algorithm" (خوارزمية) ← من الاسم اللاتيني "Algorismus" للعالم محمد بن موسى الخوارزمي.
- "Amber" (كهرمان) ← عنبر.
- "Artichoke" (خرشوف) ← أرض-شوكي.
- "Camphor" (كافور) ← كافور.
- "Carat" (قيراط) ← قيراط.
- "Coffee" (قهوة) ← قهوة.
- "Cotton" (قطن) ← قطن.
- "Sugar" (سكر) ← سكر.
- "Zero" (صفر) ← من الكلمة اليونانية "zephyrus" التي جاءت من كلمة صفر.